# Marko Mrkoci (kajakaš i kanuist)
Marko Mrkoci (13. ožujka 1988.), hrvatski reprezentativni kajakaš i kanuist. Natjecao se na Europskom prvenstvu u Bratislavi od 13. – 15. kolovoza 2010. godine u disciplini K1.